# Màu phấn tiên
Phấn tiên hoặc màu phấn tiên (tiếng Anh: Pastel color) thuộc dòng màu nhạt khi được mô tả trong không gian màu HSB có giá trị cao và độ bão hòa thấp. Tên này bắt nguồn từ phấn tiên, tính chất nghệ thuật đặc trưng của dòng màu này. Màu sắc thuộc dòng màu này thường được mô tả là "nhẹ nhàng".
Màu hồng, cẩm quỳ, và màu xanh baby là những màu phấn thường được sử dụng, cũng như bạc hà, đào, dừa cạn, và oải hương.

## Thời trang
Trong thập niên 1980s, màu phấn tiên là xu hướng trong thời trang nam giới. Đặc biệt, bộ phim truyền hình cảnh sát nổi tiếng Miami Vice của NBC thậm chí đã đưa trào lưu đi xa hơn với nhân vật chính Sonny Crockett (Don Johnson) và Ricardo Tubbs (Philip Michael Thomas) đã mặt áo màu phấn tiên trong phần 1 và 2, tạo nên xu hướng thời trang cho đến vài năm sau khi chương trình kết thúc. Sự phong phú của màu phấn tiên vẫn còn đến nay và có thể nhìn thấy những địa điểm ghi hình với tòa nhà Art Deco xung quanh khu vực Miami.

## Ví dụ
| Ví dụ màu phấn tiên trong hệ HEX | Ví dụ màu phấn tiên trong hệ HEX | Ví dụ màu phấn tiên trong hệ HEX | Ví dụ màu phấn tiên trong hệ HEX | Ví dụ màu phấn tiên trong hệ HEX |
| -------------------------------- | -------------------------------- | -------------------------------- | -------------------------------- | -------------------------------- |
|                                  |                                  |                                  |                                  |                                  |
|                                  | fea3aa                           | f8b88b                           | faf884                           |                                  |
|                                  | baed91                           | b2cefe                           | f2a2e8                           |                                  |
|                                  |                                  |                                  |                                  |                                  |

## Hình ảnh

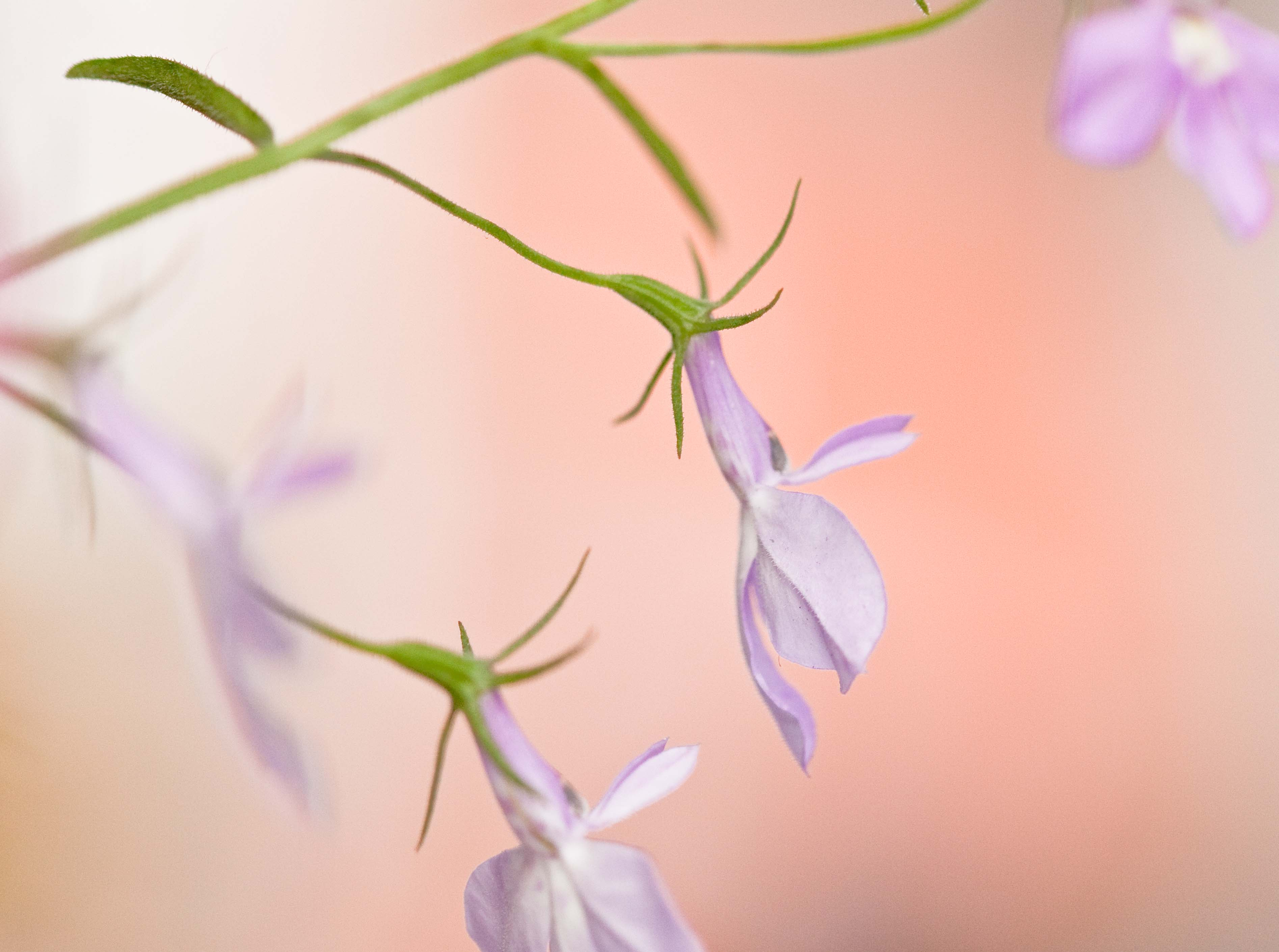
Gaiety pastels
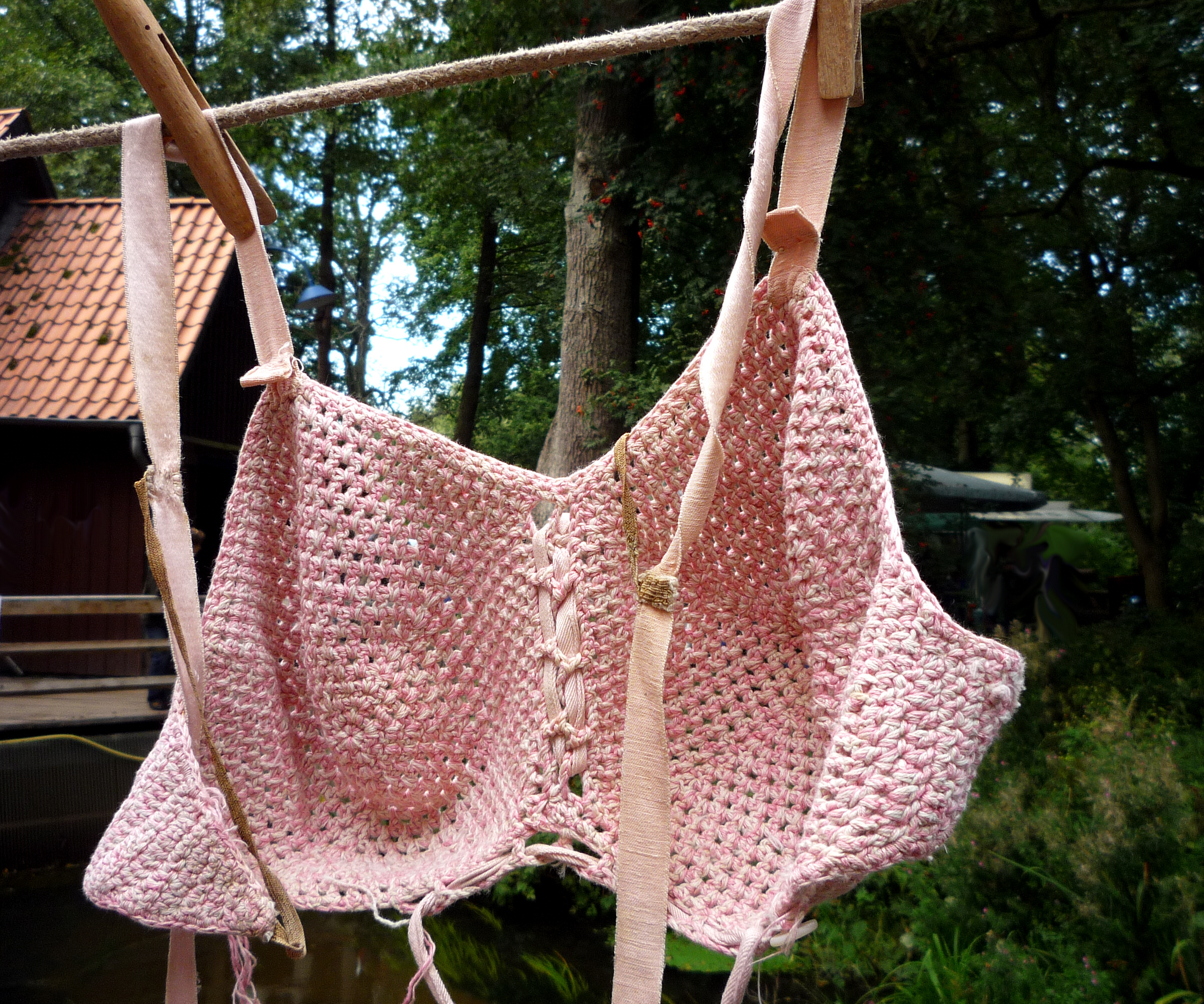
Nội y dệt sợi màu hồng những năm 1940
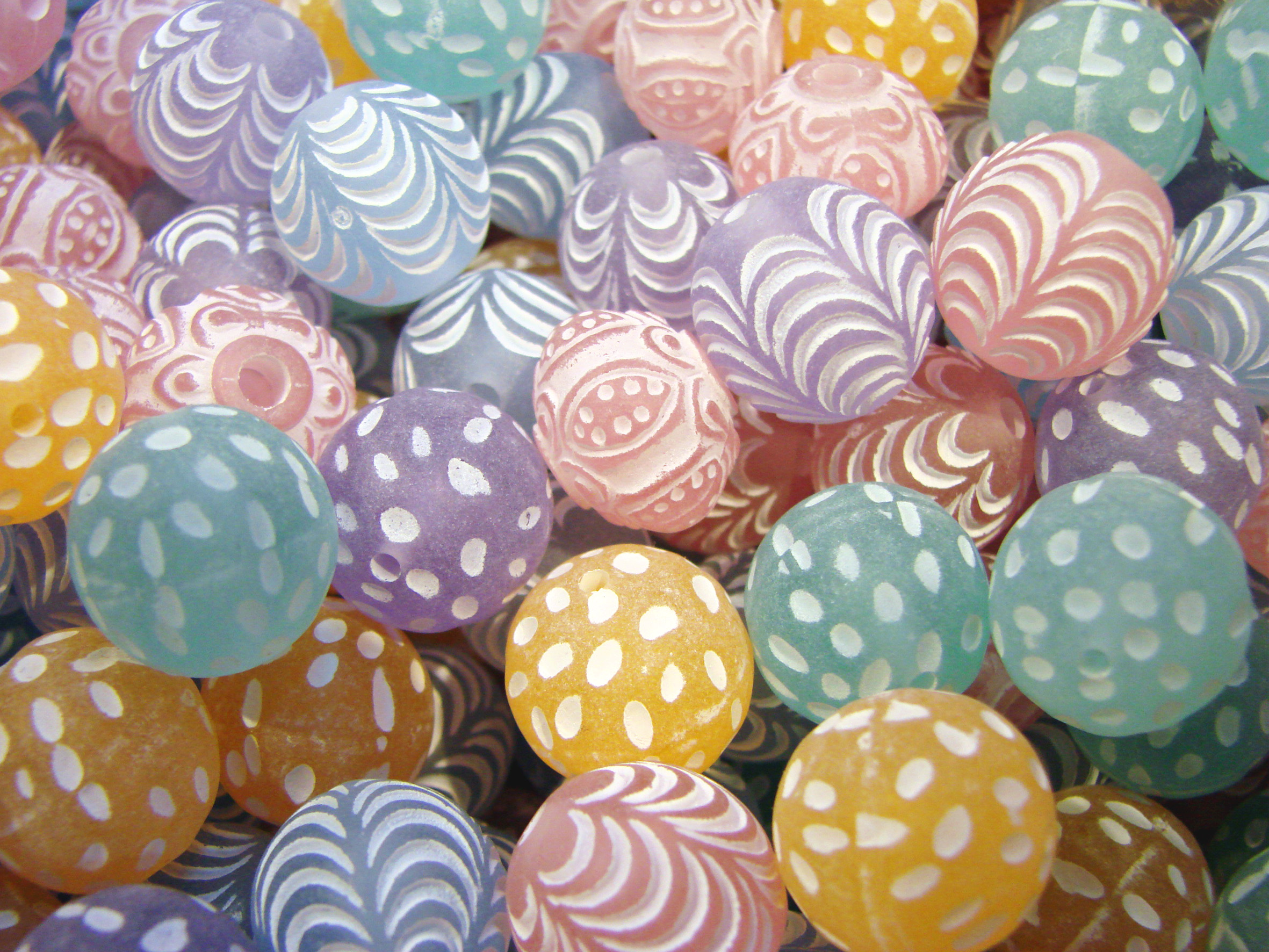
Chuỗi hạt màu phấn tiên

## Liên kết
- Tư liệu liên quan tới Pastel colors tại Wikimedia Commons